# Jeff Goldblum
Jeffrey Lynn Goldblum (født 22. oktober 1952) er en amerikansk skuespiller, blandt andet kendt for sin roller i Jurassic Park, Independence Day, og The World According to Jeff Goldblum.
Han har været gift tre gange, anden gang med skuespilleren Geena Davis. Hans nuværende kone, er Emily Livingston. Efter de blev gift skiftede hun navn til Emily Goldblum.

## Filmografi

### Film
| År   | Titel                                                      | Rolle                      | Noter                   |
| ---- | ---------------------------------------------------------- | -------------------------- | ----------------------- |
| 1974 | Death Wish                                                 | Freak #1                   |                         |
| 1974 | California Split                                           | Lloyd Harris               |                         |
| 1975 | Nashville                                                  | Tricycle Man               |                         |
| 1976 | Next Stop, Greenwich Village                               | Clyde Baxter               |                         |
| 1976 | St. Ives                                                   | Hood #3                    |                         |
| 1976 | Special Delivery                                           | Snake                      |                         |
| 1977 | The Sentinel                                               | Jack                       |                         |
| 1977 | Annie Hall                                                 | Lacey Party Guest          |                         |
| 1977 | Between the Lines                                          | Max Arloft                 |                         |
| 1978 | Remember My Name                                           | Mr. Nudd                   |                         |
| 1978 | Thank God It's Friday                                      | Tony Di Marco              |                         |
| 1978 | Invasion of the Body Snatchers                             | Jack Bellicec              |                         |
| 1981 | Threshold                                                  | Aldo Gehring               |                         |
| 1983 | The Big Chill                                              | Michael Gold               |                         |
| 1983 | The Right Stuff                                            | Recruiter                  |                         |
| 1984 | The Adventures of Buckaroo Banzai Across the 8th Dimension | New Jersey                 |                         |
| 1984 | Terror in the Aisles                                       | Jack Bellicec              |                         |
| 1985 | Into the Night                                             | Ed Okin                    |                         |
| 1985 | Silverado                                                  | "Slick" Calvin Stanhope    |                         |
| 1985 | Transylvania 6-5000                                        | Jack Harrison              |                         |
| 1986 | Fluen                                                      | Seth Brundle               |                         |
| 1987 | Beyond Therapy                                             | Bruce                      |                         |
| 1988 | Vibes                                                      | Nick Deezy                 |                         |
| 1988 | Earth Girls Are Easy                                       | Mac                        |                         |
| 1989 | The Tall Guy                                               | Dexter King                |                         |
| 1989 | El Sueño del Mono Loco                                     | Dan Gillis                 |                         |
| 1990 | Mister Frost                                               | Mr. Frost                  |                         |
| 1991 | The Favour, the Watch and the Very Big Fish                | Pianist                    |                         |
| 1992 | Fathers & Sons                                             | Max                        |                         |
| 1992 | The Player                                                 | Sig selv                   | Cameo                   |
| 1992 | Deep Cover                                                 | David Jason                |                         |
| 1992 | Shooting Elizabeth                                         | Howard Pigeon              |                         |
| 1993 | Jurassic Park                                              | Dr. Ian Malcolm            |                         |
| 1995 | Hideaway                                                   | Hatch Harrison             |                         |
| 1995 | Nine Months                                                | Sean Fletcher              |                         |
| 1995 | Powder                                                     | Donald Ripley              |                         |
| 1996 | The Great White Hype                                       | Mitchell Kane              |                         |
| 1996 | Independence Day                                           | David Levinson             |                         |
| 1996 | Little Surprises                                           | N/A                        | Instruktør; kortfilm    |
| 1996 | Mad Dog Time                                               | Mickey Holliday            |                         |
| 1997 | The Lost World: Jurassic Park                              | Dr. Ian Malcolm            |                         |
| 1998 | Holy Man                                                   | Ricky Hayman               |                         |
| 1998 | The Prince of Egypt                                        | Aaron                      | Stemme                  |
| 1998 | Welcome to Hollywood                                       | Sig selv                   | Cameo                   |
| 2000 | Beyond Suspicion                                           | John Nolan                 |                         |
| 2000 | Chain of Fools                                             | Avnet                      |                         |
| 2000 | One of the Hollywood Ten                                   | Herbert Biberman           |                         |
| 2001 | Perfume                                                    | Jamie                      | Også executive producer |
| 2001 | Cats & Dogs                                                | Professor Brody            |                         |
| 2002 | Run Ronnie Run!                                            | Sig selv                   | Ukkrediteret cameo      |
| 2002 | Igby Goes Down                                             | D.H. Banes                 |                         |
| 2003 | Dallas 362                                                 | Bob                        |                         |
| 2003 | Spinning Boris                                             | George Gorton              |                         |
| 2004 | Incident at Loch Ness                                      | Party Guest                | Cameo                   |
| 2004 | The Life Aquatic with Steve Zissou                         | Allistair Hennessey        |                         |
| 2006 | Mini's First Time                                          | Mike Rudell                |                         |
| 2006 | Fay Grim                                                   | Agent Fulbright            |                         |
| 2006 | Pittsburgh                                                 | Himself                    | Also producer           |
| 2006 | Man of the Year                                            | Stewart                    |                         |
| 2008 | Adam Resurrected                                           | Adam Stein                 |                         |
| 2010 | The Switch                                                 | Leonard                    |                         |
| 2010 | Morning Glory                                              | Jerry Barnes               |                         |
| 2012 | Tim and Eric's Billion Dollar Movie                        | Chef Goldblum              |                         |
| 2012 | Zambezia                                                   | Ajax                       | Voice                   |
| 2013 | Le Week-End                                                | Morgan                     |                         |
| 2014 | The Grand Budapest Hotel                                   | Deputy Kovacs              |                         |
| 2014 | Unity                                                      | Narrator                   | Voice; Documentary      |
| 2015 | Mortdecai                                                  | Milton Krampf              |                         |
| 2016 | Independence Day: Resurgence                               | David Levinson             |                         |
| 2017 | Guardians of the Galaxy Vol. 2                             | Grandmaster                | Closing credits cameo   |
| 2017 | Thor: Ragnarok                                             | Grandmaster                |                         |
| 2017 | Miyubi                                                     | The Creator                | Short film              |
| 2018 | Isle of Dogs                                               | Duke                       | Stemme                  |
| 2018 | Jurassic World: Fallen Kingdom                             | Dr. Ian Malcolm            |                         |
| 2018 | Hotel Artemis                                              | Niagara (The Wolf King)    |                         |
| 2018 | The Mountain                                               | Dr. Wallace Fiennes        |                         |
| 2021 | The Boss Baby: Family Business                             | Dr. Erwin Armstrong        | Voice                   |
| 2022 | Jurassic World Dominion                                    | Dr. Ian Malcolm            |                         |
| 2023 | Asteroid City                                              | The Alien                  |                         |
| 2023 | They Shot the Piano Player (Dispararon al pianista)        | Narrator                   | Voice                   |
| 2024 | Wicked                                                     | The Wonderful Wizard of Oz | Post-production         |
| 2025 | Wicked Part Two                                            | The Wonderful Wizard of Oz | Post-production         |

### Tv
| År          | Titel                                           | Rolle                  | Noter |
| ----------- | ----------------------------------------------- | ---------------------- | --- |
| 1975        | Columbo                                         | Protester              | Episode: "A Case of Immunity"                                                                                 |
| 1976        | The Blue Knight                                 | Daggett                | Episode: "Upward Mobility"                                                                                    |
| 1977        | Starsky & Hutch                                 | Harry Markham          | Episode: "Murder on Stage 17"                                                                                 |
| 1980        | The Legend of Sleepy Hollow                     | Ichabod Crane          | Television film                                                                                               |
| 1980        | Tenspeed and Brown Shoe                         | Lionel Whitney         | 14 episodes                                                                                                   |
| 1982        | Rehearsal for Murder                            | Leo Gibbs              | Television film                                                                                               |
| 1982        | Laverne & Shirley                               | Jeffrey                | Episode: "Watch the Fur Fly"                                                                                  |
| 1982        | The Devlin Connection                           | Alexis Papageorgio     | Episode: "The Absolute Monarch of Ward C"                                                                     |
| 1984        | Ernie Kovacs: Between the Laughter              | Ernie Kovacs           | Television film                                                                                               |
| 1984        | American Playhouse                              | Sophisticated urbanite | Episode: "Popular Neurotics"                                                                                  |
| 1985        | Faerie Tale Theatre                             | Buck Wolf              | Episode: "The Three Little Pigs"                                                                              |
| 1986        | The Ray Bradbury Theater                        | Cogswell               | Episode: "The Town Where No One Got Off"                                                                      |
| 1987        | Life Story                                      | James Watson           | Television film                                                                                               |
| 1990        | Sesame Street                                   | Minneapolis            | Episode 21.72                                                                                                 |
| 1990        | Framed                                          | Wiley                  | Television film                                                                                               |
| 1990–1991   | Captain Planet and the Planeteers               | Verminous Skumm        | Voice; 5 episodes                                                                                             |
| 1993        | Lush Life                                       | Al Gorky               | Television film                                                                                               |
| 1993 & 1997 | Saturday Night Live                             | Host                   | 2 episodes |
| 1994        | Future Quest                                    | Himself (host)         | 22 episodes                                                                                                   |
| 1995        | The Larry Sanders Show                          | Jeff Goldblum          | Episode: "Nothing Personal"                                                                                   |
| 1996        | The Simpsons                                    | MacArthur Parker       | Voice; Episode: "A Fish Called Selma"                                                                         |
| 1998        | Mr. Show with Bob and David                     | Civil War Narrator     | Voice; Episode: "Like Chickens... Delicious Chickens"                                                         |
| 2002        | King of the Hill                                | Dr. Vayzosa            | Voice; Episode: "The Substitute Spanish Prisoner"                                                             |
| 2002        | Robbie the Reindeer in Legend of the Lost Tribe | White Rabbit           | Voice; Television special                                                                                     |
| 2003        | Friends                                         | Leonard Hayes          | Episode: "The One with the Mugging"                                                                           |
| 2003        | War Stories                                     | Ben Dansmore           | Television film                                                                                               |
| 2003–2005   | Crank Yankers                                   | Prof. Fermstein        | Voice; 2 episodes                                                                                             |
| 2004        | Tom Goes to the Mayor                           | Bill Joel              | Voice; Episode: "Toodle Day"                                                                                  |
| 2005        | Will & Grace                                    | Scott Wooley           | 3 episodes |
| 2007        | Raines                                          | Michael Raines         | 7 episodes |
| 2007        | Tim and Eric Awesome Show, Great Job!           | Himself                | 2 episodes |
| 2009–2010   | Law & Order: Criminal Intent                    | Detective Zack Nichols | 24 episodes                                                                                                   |
| 2011        | NTSF:SD:SUV::                                   | Gunnar Geirhart        | Episode: "Full Hauser"                                                                                        |
| 2011        | Allen Gregory                                   | Perry Van Moon         | Voice; Episode: "Van Moon Rising"                                                                             |
| 2011–2012   | The League                                      | Rupert Ruxin           | 2 episodes |
| 2012        | Susan 313                                       | Benny Burnet           | Pilot |
| 2012        | Glee                                            | Hiram Berry            | 2 episodes |
| 2012–2015   | Portlandia                                      | Various roles          | 5 episodes |
| 2014        | Monkey Love                                     | Roger                  | Voice; Episode: "It's a Jungle Out There"                                                                     |
| 2014        | Last Week Tonight with John Oliver              | Civil Forfeiture Cop   | 1 episode |
| 2015        | Inside Amy Schumer                              | Jury Foreman           | Episode: "12 Angry Men Inside Amy Schumer"                                                                    |
| 2016        | Unbreakable Kimmy Schmidt                       | Dr. Dave               | Episode: "Kimmy Meets a Celebrity!"                                                                           |
| 2017        | Tour de Pharmacy                                | Marty Hass             | Television film                                                                                               |
| 2019        | Peanuts in Space: Secrets of Apollo 10          | Himself                | Television short film                                                                                         |
| 2019        | Happy!                                          | God                    | Voice; Episode: "Resurrection"                                                                                |
| 2019–2022   | The World According to Jeff Goldblum            | Himself (host)         | 22 episodes                                                                                                   |
| 2020        | RuPaul's Drag Race                              | Guest Judge            | 1 episode |
| 2021, 2023  | What If...?                                     | Grandmaster            | Voice; 2 episodes: "What If... Thor Were an Only Child?", "What If... Iron Man Crashed Into the Grandmaster?" |
| 2022        | Search Party                                    | Tunnel Quinn           | 6 episodes |
| 2022        | Big Mouth                                       | Apple Brooch           | Voice; Episode: "The Apple Brooch"                                                                            |
| 2024        | Kaos                                            | Zeus                   | hovedrolle |

### Lydfiktion
| År           | Titel     | Rolle                     | Noter                                                                           |
| ------------ | --------- | ------------------------- | ------------------------------------------------------------------------------- |
| 2021–present | Dark Dice | Balmur / The Nameless God | Actual play podcast; featured as player in season 2; as voice actor in season 3 |

### Computerspil
| År   | Titel                              | Rolle           | Noter                                |
| ---- | ---------------------------------- | --------------- | ------------------------------------ |
| 1996 | Goosebumps: Escape from Horrorland | Grev Dracula    | Video                                |
| 1997 | Independence Day                   | David Levinson  | Stemme                               |
| 1997 | The Lost World: Jurassic Park      | Dr. Ian Malcolm | Video                                |
| 1997 | Chaos Island: The Lost World       | Dr. Ian Malcolm | Stemme                               |
| 2002 | Quest for the Code                 | Alex Dander     | Stemme                               |
| 2015 | Call of Duty: Black Ops III        | Nero Blackstone | Stemme                               |
| 2015 | Lego Jurassic World                | Dr. Ian Malcolm | Stemme(Archive Audio from the films) |
| 2018 | Jurassic World Evolution           | Dr. Ian Malcolm | Stemme                               |
| 2020 | Jurassic World Aftermath           | Dr. Ian Malcolm | Stemme                               |
| 2021 | Jurassic World Evolution 2         | Dr. Ian Malcolm | Stemme                               |